# Ickham
Ickham is een plaats en civil parish in het bestuurlijke gebied City of Canterbury, in het Engelse graafschap Kent met 417 inwoners.